# Varzo
Varzo est une commune de la province du Verbano-Cusio-Ossola dans le Piémont en Italie.

## Géographie
Varzo est située à l'endroit le plus large de la vallée de Val Divedro.

## Histoire
Varzo est une ville située à l'endroit le plus large de la vallée. Cet endroit favorable est habité depuis plusieurs siècles av. J.-C. par les Liguriens, les Celtes puis les Lépontiens. L'histoire de Varzo est passionnante[non neutre] et débute après l'invasion Romaine.

## Économie
Depuis Varzo, en remontant le fleuve « Cairasca », la vallée prenant le nom de Val Cairasca, on  peut rejoindre San Domenico, connu pour ses zones skiables et le parc naturel dell'Alpe Veglia e dell'Alpe Devero.

## Culture
Le centre historique de Varzo comprend une tour de signalisation et l'église paroissiale romane datant du Moyen Âge.

## Administration
| Période                                  | Période  | Identité                | Étiquette    | Qualité |
| ---------------------------------------- | -------- | ----------------------- | ------------ | ------- |
| 14 juin 2004                             | En cours | Adriano Gerardo Cordoni | Lista Civica |         |
| Les données manquantes sont à compléter. |          |                         |              |         |

### Hameaux
Bertonio, Castello, Cattagna, Coggia, Gebbo, Piaggio, Riceno, Riva, Rosso, Turiggia, San Domenico; Calantiggine, Campaglia, Ciamporino, Dreuza, Ple', Porta, Alpe Veglia, Fontana

### Communes limitrophes
Baceno, Bognanco, Crevoladossola, Crodo, Trasquera

### Évolution démographique
Habitants recensés